# Oblastní rada al-Kasum
Oblastní rada al-Kasum (hebrejsky מועצה אזורית אל קסום‎, mo'aca ezorit al-Kasum, arabsky المجلس الإقليمي للالسحرية‎, madžlis iklimi al-Kasum) je oblastní rada (jednotka územní správy a samosprávy) v jižním distriktu v Izraeli sdružující několik beduínských vesnic. Rozkládá v několika územně nepropojených enklávách v centrální a severní části Negevské pouště.

## Dějiny
Vznikla v roce 2012 rozdělením stávající Oblastní rady Abu Basma na dvě oblastní rady. Rada má velké pravomoci zejména v provozování škol, územním plánování a stavebním řízení nebo v ekologických otázkách.

## Seznam sídel
Oblastní rada al-Kasum zahrnuje sedm obcí.
- Dridžat
- Kochlija
- Makchul
- Mulada
- al-Sajid
- Tarabin as-Sani
- Um Batin

## Demografie
Podle Centrálního statistického úřadu žilo v oblastní radě k 31. prosinci 2014 celkem 8500 obyvatel, populace byla zcela arabská.
| Rok            | 2013  | 2014  |
| -------------- | ----- | ----- |
| Počet obyvatel | 8 200 | 8 500 |